# Бальде (лунный кратер)
Кратер Бальде (лат. Baldet), не путать с кратером Бальде на Марсе, — ударный кратер в южном полушарии на обратной стороне Луны в гигантском бассейне Южный полюс — Эйткен. Название дано в честь французского астронома Фернана Бальде (1885—1964) и утверждено Международным астрономическим союзом в 1970 г.

## Описание кратера
Ближайшими соседями кратера являются кратер Кори на севере; кратер Каррер на востоке-северо-востоке; кратер Минковский на юго-востоке; кратер Стоней на юго-западе. Окрестности кратера затоплены лавой. Селенографические координаты центра кратера — 53°19′ ю. ш. 151°58′ з. д. / 53,32° ю. ш. 151,96° з. д., диаметр — 56 км, глубина — 2,4 км.
Вал кратера почти правильной циркулярной формы, умеренно разрушен, восточная часть вала перекрыта небольшим кратером. Внутренний склон вала значительно шире в западной части. Высота вала над окружающей местностью составляет 1170 м, объем кратера приблизительно 2500 км³. Дно чаши кратера ровное, заполнено базальтовой лавой и имеет значительно меньшее альбедо, нежели окружающая местность. В северной части чаши кратера находятся остатки кратера, затопленного лавой, над поверхностью лавы выступают только остатки его вала. Остатки подобного кратера примыкают также к южной-юго-западной части внешнего откоса вала.

## Сателлитные кратеры
| Бальде | Координаты                                              | Диаметр, км |
| ------ | ------------------------------------------------------- | ----------- |
| J      | 54°46′ ю. ш. 150°15′ з. д. / 54,77° ю. ш. 150,25° з. д. | 17,2        |